# Blomstrandin
Blomstrandin är ett mineral som påträffats vid Nol norr om Kungälv. Det förekommer även i väl undersökta fyndorter i södra Norge samt på Madagaskar.
Mineralet är rombiskt kristalliserande och innehåller titan, niob, tantal, yttrium, erbium, cerium, lantan, praseodym, neodym, uran och torium.